# Cyperus vexillatus
Cyperus vexillatus là loài thực vật có hoa trong họ Cói. Loài này được Peter ex Kük. mô tả khoa học đầu tiên năm 1936.